# Championnat de Ligue Professionelle 1 2010-2011
Il Championnat de Ligue Professionelle 1 2010-2011 è stato l'85ª edizione della massima serie del campionato tunisino di calcio, disputato tra il 23 luglio 2010 e il 10 luglio 2011, concluso con la vittoria dell'Espérance, al suo ventiquattresimo titolo e al terzo consecutivo.
Capocannoniere del torneo è stato Ahmed Akaïchi (Étoile du Sahel) con 14 reti.

## Squadre partecipanti
| Club             | Stagione | Città         | Stadio                       | Stagione precedente                                |
| ---------------- | -------- | ------------- | ---------------------------- | -------------------------------------------------- |
| Bizertin         | dettagli | Biserta       | Stadio 15 October            | 4º posto in Championnat de Ligue Professionelle 1  |
| Club Africain    | dettagli | Tunisi        | Stadio Olimpico di El Menzah | 2º posto in Championnat de Ligue Professionelle 1  |
| Espérance        | dettagli | Radès         | Stadio Hammadi Agrebi        | 1º posto in Championnat de Ligue Professionelle 1  |
| Espérance Zarzis | dettagli | Zarzis        | Stadio Jlidi                 | 10º posto in Championnat de Ligue Professionelle 1 |
| Étoile du Sahel  | dettagli | Susa          | Stadio Olimpico di Susa      | 3º posto in Championnat de Ligue Professionelle 1  |
| Gafsa            | dettagli | Gafsa         | Stadio Mohamed Rouached      | 11º posto in Championnat de Ligue Professionelle 1 |
| Gabès            | dettagli | Gabes         | Stadio Comunale di Gabès     | 2º posto in Championnat de Ligue Professionelle 2  |
| Hammam Lif       | dettagli | Hammam Lif    | Stadio Bou Kornine           | 9º posto in Championnat de Ligue Professionelle 1  |
| Hammam Sousse    | dettagli | Hammam Sousse | Stadio Bou Ali Lahouar       | 12º posto in Championnat de Ligue Professionelle 1 |
| Kairouan         | dettagli | al-Qayrawan   | Stadio Ali Zouaoui           | 8º posto in Championnat de Ligue Professionelle 1  |
| Marsa            | dettagli | La Marsa      | Stadio Abdelaziz Chtioui     | 1º posto in Championnat de Ligue Professionelle 2  |
| Olympique Béja   | dettagli | Béja          | Stadio Boujemaa El-Kemiti    | 7º posto in Championnat de Ligue Professionelle 1  |
| Sfaxien          | dettagli | Sfax          | Stadio Taieb Mhiri           | 6º posto in Championnat de Ligue Professionelle 1  |
| Stade Tunisien   | dettagli | Tunisi        | Stadio Chedly Zouiten        | 5º posto in Championnat de Ligue Professionelle 1  |

## Classifica finale
|                    | Pos. | Squadra          | Pt | G  | V  | N  | P  | GF | GS | DR  |
| ------------------ | ---- | ---------------- | -- | -- | -- | -- | -- | -- | -- | --- |
| Tunisia (bandiera) | 1.   | Espérance        | 64 | 26 | 20 | 4  | 2  | 50 | 18 | +32 |
|                    | 2.   | Étoile du Sahel  | 59 | 26 | 19 | 2  | 5  | 49 | 24 | +25 |
|                    | 3.   | Sfaxien          | 44 | 26 | 12 | 8  | 6  | 32 | 23 | +9  |
|                    | 4.   | Club Africain    | 35 | 26 | 8  | 11 | 7  | 32 | 27 | +5  |
|                    | 5.   | Bizertin         | 35 | 26 | 10 | 5  | 11 | 23 | 29 | -6  |
|                    | 6.   | Hammam Lif       | 34 | 26 | 9  | 7  | 10 | 23 | 31 | -8  |
|                    | 7.   | Stade Tunisien   | 33 | 26 | 8  | 9  | 9  | 26 | 30 | -4  |
|                    | 8.   | Gafsa            | 32 | 26 | 8  | 8  | 10 | 28 | 34 | -6  |
|                    | 9.   | Kairouan         | 31 | 26 | 8  | 7  | 11 | 28 | 29 | -1  |
|                    | 10.  | Olympique Béja   | 29 | 26 | 6  | 11 | 9  | 25 | 29 | -4  |
|                    | 11.  | Marsa            | 29 | 26 | 7  | 8  | 11 | 26 | 34 | -8  |
|                    | 12.  | Espérance Zarzis | 27 | 26 | 6  | 9  | 11 | 22 | 24 | -2  |
|                    | 13.  | Gabès            | 24 | 26 | 6  | 6  | 14 | 19 | 32 | -13 |
|                    | 14.  | Hammam Sousse    | 20 | 26 | 5  | 5  | 16 | 19 | 38 | -19 |

Legenda:
      Campione di Tunisia e ammessa alla CAF Champions League 2012.
      Ammessa alla CAF Champions League 2012.
      Ammesse alla Coppa della Confederazione CAF 2012